# Comuna Sveti Jurij ob Ščavnici
Sveti Jurij ob Ščavnici (Občina Sveti Jurij ob Ščavnici) este o comună din Slovenia, cu o populație de 2.883 de locuitori (2002).

## Localități
Biserjane, Blaguš, Bolehnečici, Brezje, Čakova, Dragotinci, Gabrc, Galušak, Grabonoš, Grabšinci, Jamna, Kočki Vrh, Kokolajnščak, Kraljevci, Kupetinci, Kutinci, Mali Moravščak, Rožički Vrh, Selišči, Slaptinci, Sovjak, Stanetinci, Stara Gora, Sveti Jurij ob Ščavnici, Terbegovci, Ženik, Žihlava